# نورث أمريكان ايه-5 فيجيلانت
نورث أميريكان أي-5 فيجيلانت (بالإنجليزية: North American A-5 Vigilante)‏ هي قاذفة قنابل أنتجت في 1956 بالولايات المتحدة. من صناعة نورث أميريكان أفياشن. كانت تستخدم بشكل أساسي من قبل بحرية الولايات المتحدة. كان أول طيران لها في 31 أغسطس 1958. دخلت الخدمة في 1961، انتهت خدمتها في 1979. صنع منها 156 طائرة.